# Кубок Шотландії з футболу 1890—1891
Кубок Шотландії з футболу 1890–1891 — 18-й розіграш кубкового футбольного турніру у Шотландії. Титул вперше здобув Гарт оф Мідлотіан.

## Четвертий раунд
| Команда 1               | Рахунок | Команда 2                |
| ----------------------- | ------- | ------------------------ |
| 8 листопада 1890        |         |                          |
| Фіфз КРВ (-)            | 6:2     | Арброт (-)               |
| Аберкорн (1)            | 8:0     | Безгейт Роверс (-)       |
| Ейрдріоніанс (-)        | 1:2     | Сент-Міррен (1)          |
| Ейр (-)                 | 3:4     | Гарт оф Мідлотіан (1)    |
| Дамбартон (1)           | 7:3     | Моссенд Свіфтс (-)       |
| Іст Стерлінгшир (-)     | 2:0     | Інвернесс Каледоніан (-) |
| Единбург Юніверсіті (-) | 0:7     | Квінз Парк (-)           |
| Літ Атлетік (-)         | 3:1     | Вейл оф Левен (1)        |
| Монтроз (-)             | 0:3     | Терд Ланарк (1)          |
| Мортон (-)              | 6:4     | Дамфріс Вондерерс (-)    |
| Ауе Бойс (-)            | 1:3     | Селтік (1)               |
| Роял Альберт (-)        | 1:0     | Бернбенк Атлетік (-)     |

## П'ятий раунд
Команди Аберкорн (1), Іст Стерлінгшир (-), Літ Атлетік (-), Терд Ланарк (1) пройшли до наступного раунду після жеребкування.
| Команда 1                     | Рахунок | Команда 2        |
| ----------------------------- | ------- | ---------------- |
| 29 листопада 1890             |         |                  |
| Селтік (1)                    | 2:2     | Роял Альберт (-) |
| Дамбартон (1)                 | 2:0*    | Фіфз КРВ (-)     |
| Гарт оф Мідлотіан (1)         | 5:1     | Мортон (-)       |
| 6 грудня 1890                 |         |                  |
| Сент-Міррен (1)               | 2:3     | Квінз Парк (-)   |
| 6 грудня 1890 (перегравання)  |         |                  |
| Дамбартон (1)                 | 8:0     | Фіфз КРВ (-)     |
| Роял Альберт (-)              | 0:4*    | Селтік (1)       |
| 13 грудня 1890 (перегравання) |         |                  |
| Селтік (1)                    | 2:0     | Роял Альберт (-) |

* - результат скасовано, було призначено повторний матч.

## Чвертьфінали
| Команда 1                    | Рахунок | Команда 2           |
| ---------------------------- | ------- | ------------------- |
| 20 грудня 1890               |         |                     |
| Дамбартон (1)                | 3:0     | Селтік (1)          |
| Гарт оф Мідлотіан (1)        | 3:1     | Іст Стерлінгшир (-) |
| Літ Атлетік (-)              | 2:3     | Аберкорн (1)        |
| 10 січня 1891                |         |                     |
| Терд Ланарк (1)              | 1:1     | Квінз Парк (-)      |
| 17 січня 1891 (перегравання) |         |                     |
| Квінз Парк (-)               | 2:2     | Терд Ланарк (1)     |
| 24 січня 1891 (перегравання) |         |                     |
| Квінз Парк (-)               | 1:4     | Терд Ланарк (1)     |

## Півфінали
| Команда 1       | Рахунок | Команда 2             |
| --------------- | ------- | --------------------- |
| 17 січня 1891   |         |                       |
| Дамбартон (1)   | 3:1     | Аберкорн (1)          |
| 31 січня 1891   |         |                       |
| Терд Ланарк (1) | 1:4     | Гарт оф Мідлотіан (1) |

## Фінал
| 7 лютого 1891 15:00 (CET) |

| Гарт оф Мідлотіан (1) | 1:0 | Дамбартон (1) |
| --------------------- | --- | ------------- |
|                       |     |               |

| Гемпден-Парк, Глазго Глядачів: 14 000 |